# بيتر أورزاغ
بيتر ريتشارد أورزاغ (بالإنجليزية: Peter R. Orszag)‏ (أورساغ Ország بالنطق المجري؛ ولد في 16 ديسمبر 1968) هو مصرفي واقتصادي أمريكي، ونائب رئيس مجلس إدارة الخدمات المصرفية الاستثمارية والعضو المنتدب في لازارد، حيث يشغل أيضا منصب الرئيس المشارك العالمي للرعاية الصحية. وهو أيضا كاتب عمود في صحيفة بلومبرغ فيو.
شغل أورزاغ منصب نائب رئيس مجلس إدارة شركة الخدمات المصرفية والاستثمارية ورئيس مجموعة الاستراتيجية والحلول المالية في سيتي جروب. وقبل انضمامه إلى سيتي جروب، كان زميلا زائرا في مجلس العلاقات الخارجية وكاتب عمود مساهم في صحيفة نيويورك تايمز. وقبل ذلك، كان المدير السابع والثلاثين لمكتب الإدارة والميزانية في إدارة الرئيس باراك أوباما وعمل أيضا مديرا لمكتب الميزانية في الكونغرس.
أورزاغ هو عضو في الأكاديمية الوطنية للطب ضمن الأكاديميات الوطنية للعلوم. وهو يعمل في مجالس إدارة معهد بيترسون للاقتصاد الدولي ومستشفى ماونت سيناي ومؤسسة راسل سيج، ومؤسسة نيو فيجنز للمدارس الحكومية في نيويورك وآيدياز 42.
مؤخراً، تم انتخاب بيتر ريتشارد أورزاغ (بالإنجليزية: Peter R. Orszag)‏ ، الرئيس التنفيذي الحالي للاستشارات المالية في لازار ، بالإجماع من قبل مجلس الإدارة للعمل كرئيس تنفيذي لشركة لازار وكمدير لمجلس الإدارة.[٥]

## التعليم
تعلم في جامعة برنستون، وكلية لندن للاقتصاد.

## مناصب وهيئات
أدار جامعة كاليفورنيا، بركلي، وجامعة جورجتاون، البنك الاستثماري لازار

## روابط خارجية
- بيتر أورزاغ على موقع IMDb (الإنجليزية)
- بيتر أورزاغ على موقع إن إن دي بي (الإنجليزية)